# Gyrtona acisalis
Gyrtona acisalis är en fjärilsart som beskrevs av Walker 1863. Gyrtona acisalis ingår i släktet Gyrtona och familjen nattflyn. Inga underarter finns listade i Catalogue of Life.